# Jean-Baptiste Cécille
Jean-Baptiste Thomas Médée Cécille (Rouen, 16 oktober 1787 - Saint-Servan, 9 november 1873) was een Frans admiraal, diplomaat en politicus ten tijde van het Tweede Franse Keizerrijk. Hij reisde ook de wereld rond.

## Militaire carrière

### Zuid-Amerika en Kaap Hoorn
Als officier in de Marine vertrok Cécille in Brest in juli 1837 als commandant over het korvet Héroïne naar Zuid-Amerika en Zuidelijk Afrika. In Kaap Hoorn vertegenwoordigde hij Frankrijk en beschermde hij er de Franse walvisvaarders. Op het Île de la Possession, dat onderdeel uitmaakt van de Franse Crozeteilanden, werden twee plaatsen naar Cécille en zijn expeditie vernoemd: Cap de l'Héroïne en Mont Cécille. In deze periode droeg hij ook bij tot de verdere ontdekking van Nieuw-Zeeland.

### Vietnam
In 1843, ten tijde van de Julimonarchie, werd Cécille door minister van Buitenlandse Zaken François Guizot met een vloot naar Vietnam gestuurd. De diplomaat Théodore de Lagrené vergezelde hem. Deze interventie was een reactie op de toenemende Britse invloed in China sinds 1842, het jaar van de Britse overwinning in de Eerste Opiumoorlog. Frankrijk wilde weerwoord bieden aan deze Britse invloed door China vanuit het zuiden te benaderen. Als officiële reden werd opgegeven dat de Fransen de Britten wilden steunen in hun expansie en de Franse missionarissen in Vietnam wilde beschermen.
Ondanks de gelijktijdige Britse verwerving van Hongkong en ondanks de aanwezigheid van de diplomaat Théodore de Lagrené wist Cécille door een sterke Spaanse tegenstand geen Franse zeggenschap te vestigen op Basilan en de Sulu-eilanden, gebieden die vandaag tot de Filipijnen behoren. Spanje heerste in die tijd immers over de Filipijnen. 
In 1845 zond Guizot Cécille weer naar Vietnam om er de vrijlating te bewerkstelligen van de katholieke missiebisschop Dominique Lefèbvre. Men verkreeg de vrijlating van de bisschop. Twee jaar later, in 1847, nadat Lefèbvre opnieuw was gevangengenomen, stuurde Cécille kapitein Lapierre naar Đà Nẵng om hem opnieuw vrij te krijgen. Het is niet bekend of kapitein Lapierre wist dat Lefèbvre reeds naar Singapore was gevlucht op het moment dat hij de aanval inzette op enkele Vietnamese schepen.
In juni 1846 voer Cécille naar Okinawa in de hoop er Frans-Japanse relaties te kunnen aanknopen. Hij voer vervolgens door tot Nagasaki maar ging daar niet aan land. Rond deze tijd ontdekte hij in Japan een archipel die hij zijn naam gaf, maar die later werd herdoopt tot de Ōsumi-eilanden.
In september van dat jaar zette Cécille koers naar Korea om de vrijlating te verkrijgen van de gevangengenomen priester Andrew Kim Taegon. Dit lukte evenwel niet. Kim werd geëxecuteerd.
In 1847 stuurde Cécille de oorlogsschepen Gloire en Victorieuse naar Đà Nẵng, een stad die door de Fransen in die tijd Tourane werd genoemd. Doel was om er gevangengenomen Franse missionarissen te bevrijden. Onder hen bevond zich opnieuw bisschop Lefèbvre. Nadat de onderhandelingen op niets uitdraaiden, ontstond er een gevecht tussen Franse en Vietnamese schepen. In deze Slag bij Tourane zonken drie Vietnamese schepen, terwijl de Franse vloot wist te ontkomen. Een jaar later, op 1 september 1858, zouden de Fransen onder commando van admiraal Charles Rigault de Genouilly de stad Tourane veroveren. Saigon werd vervolgens op 17 februari 1859 veroverd.
Op 3 mei 1849 werd Cécille onderscheiden als grootofficier in het Legioen van Eer. Op 23 december 1847 werd hij benoemd tot vice-admiraal. Hij was tevens lid van de Conseil d'Amirauté (Admiraliteitsraad).

## Politieke carrière

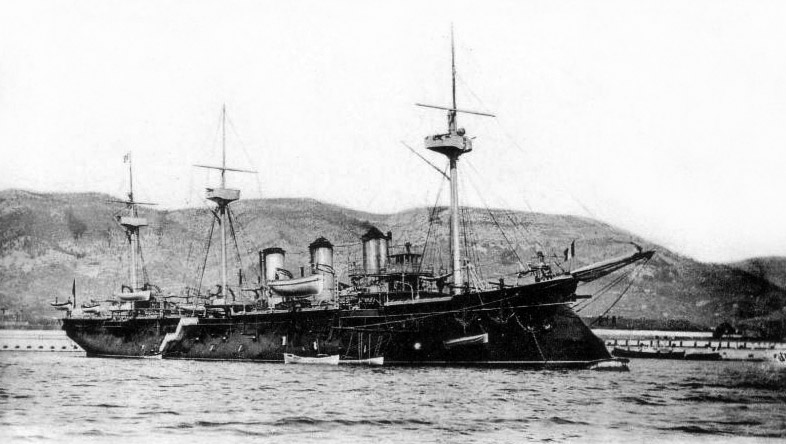
Het pantserdekschip Amiral Cécille.

In 1848 werd hij voor het departement Seine-Inférieure verkozen in de grondwetgevende vergadering en later in de Nationale Wetgevende Vergadering. Als vertrouweling van president Lodewijk Napoleon Bonaparte werd hij benoemd tot Frans ambassadeur in Londen.
Op 31 december 1852 werd Cécille door keizer Napoleon III benoemd tot senator. Hij zou in de Senaat een zetel bezetten tot de afkondiging van de Derde Franse Republiek op 4 september 1870.
Het Franse pantserdekschip Amiral Cécille werd naar hem genoemd. De bouw van dit schip werd gestart in 1888. Het schip diende van 1890 tot 1907. Het werd ontmanteld in 1919.
- Bibliothèque nationale de France: cb10721784t (data)
- International Standard Name Identifier: 0000 0000 6402 2189
- Library of Congress Control Number: no98079885
- Base Léonore: LH//460/19
- Système universitaire de documentation: 176340416
- Trove: 1307942
- Virtual International Authority File: 51308141
- WorldCat: E39PBJgMxYyGjmwYj7CBt6Vt8C